# سیارک ۷۷۶۹۶
سیارک ۷۷۶۹۶ (به انگلیسی: 77696 Patriciann، نامگذاری:2001OT2) هفتاد و هفت هزار و ششصد و نود و ششمین سیارک کشف شده‌است که در ۱۸ ژوئیه ۲۰۰۱ کشف شد.